# ديفيد إيمرسون
ديفيد إيمرسون (بالإنجليزية: David Emerson)‏ (10 مارس 1961 بملبورن في أستراليا - ) هو لاعب كريكت أسترالي. لعب مع فريق فكتوريا للكريكت.

## وصلات خارجية
- ديفيد إيمرسون على موقع إي آس بي آن كريك إنفو (الإنجليزية)